# کاب‌تاون (فلوریدا)
کاب‌تاون (به انگلیسی: Cobbtown) یک منطقهٔ مسکونی در ایالات متحده آمریکا است که در فلوریدا واقع شده‌است. کاب‌تاون ۶۷ نفر جمعیت دارد و ۵۴٫۸۶ متر بالاتر از سطح دریا واقع شده‌است.